# جداکننده هزارگان

مقایسهٔ جدا کنندهٔ هزارگان در قلم ایران نستعلیق و وزیرمتن

جداکنندهٔ هزارگان نشانه‌ای از نشانه‌های سجاوندی است که برای دسته‌بندی و جدا کردن ارقام یک عدد استفاده می‌شود تا خواندن آن عدد راحت‌تر شود. کار خواندن به خاطر مفهوم Subitizing ساده‌تر می‌شود.
در زبان فارسی، در اعدادی که با عددنویسه‌های فارسی نوشته می‌شوند، این نشانه بعد از هر سه رقم قسمت صحیح عدد با شروع از رقم با کمترین ارزش مکانی (سمت راست) درج می‌شود.
برخلاف زبان انگلیسی که از ویرگول لاتین (,) برای دسته‌بندی ارقام استفاده می‌کند، در زبان فارسی و عربی از علامت اختصاصی جدا کنندهٔ هزارگان عربی/فارسی (٬) استفاده می‌شود. این نویسه هم از نظر ظاهر و هم از نظر کد یونیکد (U+066C) با ویرگول لاتین (U+002C) و ویرگول عربی/فارسی (U+060C) تفاوت دارد. برای درج این نویسه در صفحه کلید استاندارد فارسی، از کلید ترکیبی ⇧ Shift+۲ استفاده می‌شود.
توجه شود که در برنامه‌هایی مانند Microsoft Word، کلید ترکیبی 44+Alt جداکنندهٔ هزارگان لاتین (کامای لاتین) درج می‌کند.

نویسه‌های ممیز و جدا کنندهٔ هزارگان در ویرایش‌گر مقالات ویکی‌پدیای فارسی

## مثال
عدد دوازده میلیون و چهار هزار و نهصد و پنجاه ممیز سه ده‌هزارم
- بدون جدا کنندهٔ هزارگان: ۱۲۰۰۴۹۵۰٫۰۰۰۳
- با جدا کنندهٔ هزارگان: ۱۲٬۰۰۴٬۹۵۰٫۰۰۰۳

## نحوهٔ نمایش در قلم‌های فارسی
در برخی از قلم‌های فارسی مانند ایران نستعلیق، این نویسه در بالای خط کرسی نمایش داده می‌شود. در برخی دیگر از قلم‌ها، این نویسه در پایین و روی خط کرسی قلم نمایش داده می‌شود (مانند محل قرارگیری ویرگول).